# AT&T DSP1
AT&T DSP1は、ベル研によって作成された先駆的なデジタルシグナルプロセッサ (DSP) である。
DSP1は1977年にデジタル信号処理用の大規模集積回路の作成を推奨するベル研の研究から始まった。それは乗算器/アキュムレータ、アドレス指定ユニット、および制御を備えた基本的なDSPアーキテクチャについて言及されており; I/O、データ、および制御メモリは、大規模な統合によってシングルチップの実装が可能になるまでオフ=チップにすることが計画されていた。
DSP1の仕様は1978年に完成し、最初のサンプルは1979年5月にテストされた。この最初の実装は乗算器 - アキュムレータ (MAC)、並列アドレス指定ユニット、制御、制御メモリ、データメモリ、そしてI/Oといった今日のDSPに見られるすべての機能要素を含む、シングル=チップDSPであった。これは20ビットの固定小数点データ形式、そして16ビットの係数(※原文ママ: coefficients)と命令を使用して設計されており、4.5 マイクロメートルのDRAMプロセス技術で実装された。
1979年10月までにベル研の他のグループは、AT&Tの5ESS交換機の主要コンポーネントとして最も注目に値するDSP1を使用した開発を開始した。

## リファレンス
- Stanzione et al., "Final Report Study Group on Digital Integrated Signal Processors," Bell Labs Internal Memorandum, October 1977.

- Boddie, Daryanani, Eldumtan, Gadenz, Thompson, Walters, Pedersen, "A Digital Signal Processor for Telecommunications Applications," ISSCC Digest of Technical Papers, February 1980, p. 44.

- Chapman, R. C. ed., "Digital Signal Processor," The Bell System Technical Journal, Special Edition, Vol. 60, No. 7, Part 2 (September 1981) pp. 1431–1701.

- Computer History Museum description

- "The Legacy of DSP1", Electronic News, Nov 8, 1999Template:Dead-link

- "The Legacy of DSP1", Electronic News, Nov 8, 1999